# Antiotricha pluricincta
Antiotricha pluricincta är en fjärilsart som beskrevs av Paul Dognin 1918. Antiotricha pluricincta ingår i släktet Antiotricha och familjen björnspinnare. Inga underarter finns listade i Catalogue of Life.